# 지오드 캐피탈 매니지먼트
지오드 캐피탈 매니지먼트 유한책임회사(Geode Capital Management, LLC) 또는 지오드(Geode)는 매사추세츠주 보스턴에 본사를 둔 미국의 투자 관리 회사이다.

## 역사
지오드는 원래 2001년 피델리티 인베스트먼트에 의해 체계적인 롱/숏 주식 전략을 운영하고 새로운 전략을 개발하기 위해 설립되었다. 피델리티는 처음에 지오드 캐피탈에 2억 2,900만 달러를 투자했는데, 이 회사는 컴퓨터 기반 투자 회사였고, 피델리티의 임원인 재크 페롤드가 회사의 대표로 취임했다. 페롤드는 나중에 2007년에 빈스 구비토시에게 자리를 넘겼고, 구비토시는 2021년에 밥 미니쿠스에게 자리를 넘겼다.
2003년에 지오드는 독립적인 회사로 분사되었다. 가능한 이유는 지오드가 피델리티의 뮤추얼 펀드가 보유한 주식을 공매도하는 잠재적 충돌을 피하기 위함이었다. 피델리티와는 별개였지만, 보스턴의 섬머 스트리트에 있는 피델리티 본사 근처에 계속 위치했다. 영국의 파이낸셜 타임스에 따르면, 지오드는 서브 어드바이저로서 피델리티의 패시브 펀드를 계속 관리했다. 그 해인 2003년, 피델리티 인베스트먼트는 지오드 캐피탈 매니지먼트를 고용하여 세 개의 스파르탄 주식 인덱스 펀드를 서브 어드바이징하게 했다.
2020년에는 약 140명의 직원과 함께 약 7,200억 달러의 운용 자산을 보유했다. 2021년 2월, 이 회사는 월스트리트 저널에 소개되었으며, 이 신문은 이 회사를 피델리티의 "비밀 병기"라고 불렀다. 같은 달, 회사는 파생상품으로 인한 손실 때문에 헤지펀드 사업을 중단했다.
2022년 초, 지오드는 인덱스 펀드의 인기로 인해 운용 자산이 1조 달러를 넘어섰다.

## 운영
지오드는 주로 피델리티 인베스트먼트와 계열사인 내셔널 파이낸셜 서비스 및 피델리티 브로커리지 서비스가 후원하는 등록 펀드(특히 인덱스 펀드)의 관리자(서브 어드바이저 역할)로 활동한다. 피델리티 자동 관리 플랫폼(AMP)을 통해 지오드는 디지털 조언 및 재량 투자 서비스를 제공한다.
또한 지오드는 기관 및 개인 투자자 모두를 위한 자산을 관리한다. 여기에는 코퍼레이션, 투자 회사, 연기금, 국부 펀드, 주 및 지방 정부 기관, 자선 단체가 포함된다. 또한 고액순자산 보유자이거나 아니더라도 미국 거주자를 고객으로 둔다.

### 소유주 및 직원
이 회사는 직원과 이사회에 의해 소유된다. 대부분의 직원은 수학 또는 컴퓨터 과학 교육을 받은 엔지니어인 퀀트이다. 2023년에는 라이오넬 T. 해리스가 이사회 의장으로 재직했다. 밥 미니쿠스는 사장 겸 CEO이다. 이사회는 총 10명으로 구성되었다.

### 투자 전략
지오드는 공개 회사 주식 및 대체투자 시장에 투자하며, 주로 중소형주부터 대형주까지의 성장주와 가치주에 중점을 둔다.
지오드는 "반복 가능하고 위험 관리가 되며 협업적인 투자 프로세스를 강조함으로써 체계적인 수익 원천을 포착"하는 팀 기반의 체계적이고 위험 관리 접근 방식을 사용하여 투자한다고 명시한다. 알파 생성과 베타 노출을 모두 추구하며, 회사의 전략에는 주식 지수, 옵션, 양적 액티브 주식, 상품, 다중 자산 클래스가 포함된다.

## 투자 펀드
| 펀드                                         | 출시 연도 | 자본 ($m) |
| -------------------------------------------- | --------- | --------- |
| Fidelity U.S. Value ETF (FCUV)               | 2020      | $550.8    |
| Fidelity U.S. Momentum ETF (FCMO)            | 2020      | $256.3    |
| Fidelity Canadian Momentum ETF (FCCM)        | 2020      | $117.2    |
| Fidelity Canadian Value ETF (FCCV)           | 2020      | $182.9    |
| Fidelity All-American Equity ETF (FCAM)      | 2024      | $43.6     |
| Fidelity All-Canadian Equity ETF (FCCA)      | 2024      | $11.8     |
| Fidelity All-International Equity ETF (FCIN) | 2024      | $42.8     |

## 같이 보기
- 자산 관리 회사 목록